# Tajnička rýžovitá
Tajnička rýžovitá (Leersia oryzoides, syn. Phalaris oryzoides, Asprella oryzoides, Homalocenchrus oryzoides, Oryza oryzoides) je druh trávy, tedy rostliny z čeledi lipnicovitých (Poaceae).

## Popis
Jedná se o vytrvalou bylinu s výběžky. Dorůstá výšek zpravidla 30–120 cm, stébla jsou často vystoupavá až poléhavá, na bázi větvená, kolénka jsou chlupatá, v dolních uzlinách je často kořenující. Listy jsou jednoduché, střídavé, přisedlé, s listovými pochvami. Čepele listů jsou ploché, 5–10 mm široké. Na vnější straně listu se při bázi čepele nachází jazýček který je kolem 1 mm dlouhý. Listy i pochvy jsou velmi drsné, což je nápadný znak druhu. Květy jsou v kláscích, které tvoří latu. Klásky jsou zboku silně smáčklé, jednokvěté. Plevy chybí nebo jsou velmi zakrnělé, útvary připomínající zakrnělé plevy jsou někdy interpretovány jako prodloužené úzké výběžky lemu na horním okraji stopky. Pluchy jsou na hřbetě brvité, bez osin nebo osinaté. Plušky jsou delší než pluchy, 3-žilné, jednokýlné. Plodem je obilka.

## Rozšíření ve světě
Roste v teplejších částech Evropy a Asie, v severní Africe, v Severní Americe, do Austrálie byla zavlečena.

## Výskyt v Česku
Roste roztroušeně v teplých oblastech Čech i Moravy. Jejím stanovištěm jsou hlavně břehy vod a říční náplavy.